# Remo nos Jogos Pan-Americanos de 2011 - Quatro sem peso leve masculino
A competição do quatro sem peso leve masculino foi um dos eventos do remo nos Jogos Pan-Americanos de 2011. Foi disputada na Pista de Remo e Canoagem, em Ciudad Guzmán, nos dias 16 e 19 de outubro.

## Calendário
Horário local (UTC-6).
| Data          | Horário | Fase          |
| ------------- | ------- | ------------- |
| 16 de outubro | 09:00   | Eliminatórias |
| 16 de outubro | 16:00   | Repescagem    |
| 19 de outubro | 09:30   | Final B       |
| 19 de outubro | 09:38   | Final A       |

## Medalhistas
|  | CUB Cuba                                                   |  | ARG Argentina                                            |  | CHI Chile                                                  |
|  | Liosbel Hernández Liosmel Ramos Manuel Suárez Wilber Turro |  | Diego Gallina Pablo Mahnic Nicolai Fernández Carlo Lauro |  | Rodrigo Muñoz Fabián Oyarzún Fernando Miralles Felipe Leal |

## Resultados

### Eliminatórias
Bateria 1
| Pos. | Remadores                                                       | País               | Tempo   | Obs. |
| ---- | --------------------------------------------------------------- | ------------------ | ------- | ---- |
| 1    | Nicolai Fernández, Diego Gallina, Carlo Lauro e Pablo Mahnic    | ARG Argentina      | 6:06.62 | FA   |
| 2    | José Arriaga, Juan Jiménez, Saúl García e Omar López            | MEX México         | 6:06.67 | FA   |
| 3    | Wilber Turro, Liosbel Hernández, Liosmel Ramos e Manuel Suárez  | CUB Cuba           | 6:07.25 | R    |
| 4    | Robert Milam, Ryan Kirlin, Frank Petrucci e Joshua Gautreau     | USA Estados Unidos | 6:33.93 | R    |
| 5    | Andrés Mora, Irving Calles, José Fernández e Agustín Betancourt | VEN Venezuela      | 6:42.68 | R    |

Bateria 2
| Pos. | Remadores                                                          | País          | Tempo   | Obs. |
| ---- | ------------------------------------------------------------------ | ------------- | ------- | ---- |
| 1    | Felipe Leal, Fernando Miralles, Rodrigo Muñoz e Fabián Oyarzún     | CHI Chile     | 6:13.97 | FA   |
| 2    | Travis King, Derek Vinge, Eric Woelfl e Terence McKall             | CAN Canadá    | 6:17.61 | FA   |
| 3    | Célio Amorim, Thiago Almeida, Ailson da Silva e José Sobral Júnior | BRA Brasil    | 6:25.15 | R    |
| 4    | Juan Guevara, Óscar Maeda, Leif Catalán e Hermán García            | GUA Guatemala | 6:29.06 | R    |

### Repescagem
| Pos. | Remadores                                                          | País               | Tempo   | Obs. |
| ---- | ------------------------------------------------------------------ | ------------------ | ------- | ---- |
| 1    | Wilber Turro, Liosbel Hernández, Liosmel Ramos e Manuel Suárez     | CUB Cuba           | 6:21.05 | FA   |
| 2    | Célio Amorim, Thiago Almeida, Ailson da Silva e José Sobral Júnior | BRA Brasil         | 6:22.27 | FA   |
| 3    | Robert Milam, Ryan Kirlin, Frank Petrucci e Joshua Gautreau        | USA Estados Unidos | 6:27.79 | FB   |
| 4    | Juan Guevara, Óscar Maeda, Leif Catalán e Hermán García            | GUA Guatemala      | 6:30.04 | FB   |
| 5    | Andrés Mora, Irving Calles, José Fernández e Agustín Betancourt    | VEN Venezuela      | 6:45.23 | FB   |

### Final B
| Pos. | Remadores                                                       | País               | Tempo   | Obs. |
| ---- | --------------------------------------------------------------- | ------------------ | ------- | ---- |
| 7    | Robert Milam, Ryan Kirlin, Frank Petrucci e Joshua Gautreau     | USA Estados Unidos | 6:18.62 |      |
| 8    | Juan Guevara, Óscar Maeda, Leif Catalán e Hermán García         | GUA Guatemala      | 6:21.59 |      |
| 9    | Andrés Mora, Irving Calles, José Fernández e Agustín Betancourt | VEN Venezuela      | 6:37.90 |      |

### Final A
| Pos.              | Remadores                                                          | País          | Tempo   | Obs. |
| ----------------- | ------------------------------------------------------------------ | ------------- | ------- | ---- |
| Medalha de ouro   | Wilber Turro, Liosbel Hernández, Liosmel Ramos, Manuel Suárez      | CUB Cuba      | 6:06.06 |      |
| Medalha de prata  | Nicolai Fernández, Diego Gallina, Carlo Lauro e Pablo Mahnic       | ARG Argentina | 6:06.21 |      |
| Medalha de bronze | Felipe Leal, Fernando Miralles, Rodrigo Muñoz e Fabián Oyarzún     | CHI Chile     | 6:06.36 |      |
| 4                 | José Arriaga, Juan Jiménez, Saúl García e Omar López               | MEX México    | 6:09.96 |      |
| 5                 | Travis King, Derek Vinge, Eric Woelfl e Terence McKall             | CAN Canadá    | 6:13.53 |      |
| 6                 | Célio Amorim, Thiago Almeida, Ailson da Silva e José Sobral Júnior | BRA Brasil    | 6:15.61 |      |

### Remo
| S | Classificado(a) para as semifinais |    |                        | FA | Final A (disputa de medalhas) |  |  | FD | Final D (sem medalhas) |
| Q | Classificado(a) para as quartas    | FB | Final B (sem medalhas) | FE | Final E (sem medalhas)        |  |  |    |                        |
| R | Classificado(a) para a repescagem  | FC | Final C (sem medalhas) | FF | Final F (sem medalhas)        |  |  |    |                        |